# 新政府綱領八策
新政府綱領八策（しんせいふこうりょうはっさく）は、坂本龍馬が慶応3年（1867年）11月に示した維新後新政府設立のための政治綱領である。現在龍馬自筆本が2枚残っており、国立国会図書館と下関市立長府博物館に所蔵されている。

## 内容
第一義では幅広い人材の登用、第二義では有材の人材選用、名ばかりの官役職廃止、第三義では国際条約の議定、第四義では憲法の制定、第五義では両院議会政治の導入、第六義では海軍・陸軍の組織、第七義では御親兵の組織、第八義では金銀物価の交換レートの変更
が述べられている。
船中八策を簡略化して書かれたような内容になっている。
違いとして注目されるのは後半部分の○○○の伏せ字である。徳川慶喜、山内容堂、松平春嶽など様々な説があるが定説は明確になっていない。文字通り、これを見る人々が自由に名前を入れて読むことができるようにしたともいわれている。

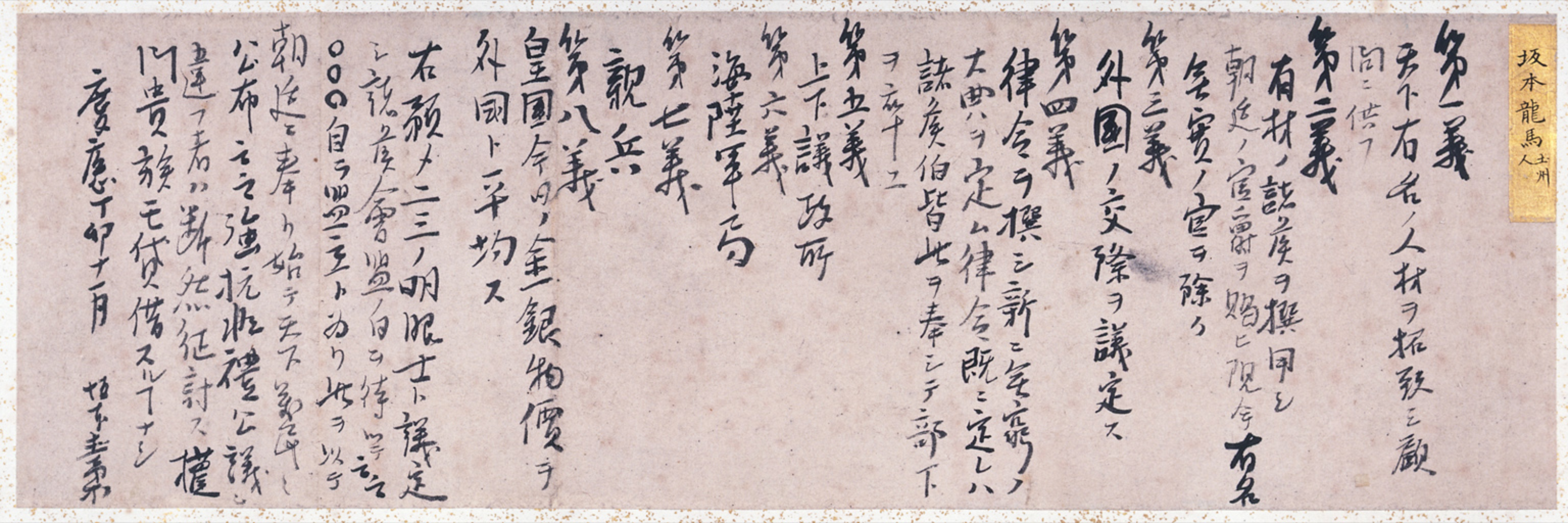
新政府綱領八策（国立国会図書館）